# Isochlora grumi
Isochlora grumi là một loài bướm đêm trong họ Noctuidae.